# Фјодор Толбухин
Фјодор Иванович Толбухин (рус. Фёдор Иванович Толбухин; 16. јун 1894 — 17. октобар 1949) био je совјетски маршал, Херој Совјетског Савеза, Херој Народне Републике Бугарске и народни херој Југославије.

## Биографија
Фјодор Иванович Толбухин је рођен 16. јуна 1894. године у селу Андроки, код Јарославља. Потиче из породице сиромашних сељака, отац Иван и мајка Ана имали су седморо деце. После завршене основне школе, 1907. умро му је отац, па је морао да пређе код брата у Петроград, где је завршио трговачку школу и извесно време радио као трговац.

### Први светски рат и Октобарска револуција
Када је почео Први светски рат, Фјодоров је 1915. године постао добровољац руске армије. После кратког боравка у возачкој школи у Петроградској наставној аутомобилској чети, као мотоциклист био је упућен на северозападни фронт, у штаб Шесте пешадијске дивизије. Два месеца после тога ступио је у официрску школу у Ораниенбауму. Када је завршио скраћени курс, јула 1915. године, произведен је у чин заставника и упућен на распоред у 22. бригаду. Када су, у својој летњој офанзиви, Немци успели да пробију фронт Треће руске армије у Галицији, и да убрзо заузму Пшемисл, Лавов и знатан део Галиције, Толбухин је половином септембра био пребачен у састав Девете армије. Наредбом команданта армије, постављен је за млађег официра у 11. чети, а после 11 дана постао је њен командир.
Пошто је савезничка команда, 1916. године, тражила да и Русија пређе у противофанзиву како би олакшали ситуацију на западном ратишту, 4. јуна 1916. јединице руског Југозападног фронта почеле су наступање према Западу. За потпоручника Толбухина ова операција је била веома значајна, иако није дала посебне резултате. Међу војницима је почео постепено да се јавља протест против даљег вођења рата. У батаљонима и четама појавили су се бољшевички леци, с позивом да се оконча империјалистички рат. У пуку у коме је служио Фјодор, учестала су дезертерства. Фебруарска револуција задесила га је у 13. пограничном замурском пуку, где је командовао батаљоном. На војничкој конференцији био је изабран у пуковски комитет и учествовао у јунском походу када је био тешко рањен. У септембру је произведен у чин капетана и упућен у Омск, у 37. сибирски пук. Тамо је стигао када је већ била формирана совјетска власт.
У децембру 1917. године Толбухин је послат на двомесечно одсуство због болести. То време је провео у родном месту у Јарославској губернији, а у марту 1918. године је демобилисан.
Пошто се опоравио, већ крајем јуна 1919. године Толбухин је ступио у Црвену армију и распоређен је у штаб западног фронта, а нешто касније упућен је на школовање штапских официра. Завршио је курс, и 15. децембра исте године именован је за помоћника начелника штаба тек формиране 56. стрељачке дивизије, а нешто касније био је и начелник њеног штаба. За постигнуте успехе у борби, одликован је Орденом црвене звезде.

### Међуратни период
У јесен 1926. године Фјодор је био упућен у Војну академију „Фрунзе“, а 1933—1934. завршио је и Оперативни факултет. У 1930. години био је постављен за начелника штаба корпуса, и на тој дужности провео је шест година. Годину касније, постао је члан Комунистичке партије Совјетског Савеза.
Пошто су га заобишле Стаљинове чистке, већ у септембру 1937. године постављен је за команданта 72. стрељачке дивизије у Кијевском војном округу.

### Други светски рат
Почетак Другог светског рата затекао га је на дужности начелника штаба Закавкаског војног округа, који је добио задатак да осигура јужне границе Совјетског Савеза, а истовремено и северне границе Ирана, где је требало да се успостави веза са савезничким јединицама.
Новембра 1941. године, Закавкаски војни округ био је преименован у Закавкаски фронт, а Толбухин, у начелника Оперативног одељења фронта. Почетком 1942. године, офанзива коју је припремао није дала жељене резултате, па је, марта 1942, био ослобођен дужности и позван у Москву на одговорност.
У прољеће 1942. године, када су Немци пренели тежиште својих операција према Донском базену и кавкаској нафти, Толбухин је постављен за шефа штаба на Кримском фронту и команданта 57. совјетске армије у бици код Стаљинграда.
Од марта 1943. године Толбухин је командант Јужног фронта, затим командант Четвртог украјинског фронта, а средином 1944. године постављен је за команданта Трећег украјинског фронта. Јединице под његовом командом ослободиле су: Таганрог, Доњецк, Ростовску област, Никопољ, Криви Рог, Крим и Севастопољ, и до средине августа 1944. избиле на границу Румуније. Пошто су, у сарадњи с јединицама Другог украјинског фронта, у Јашко-кишињевској операцији разбиле немачко-румунске снаге, јединице Трећег украјинског фронта окупирале су Бугарску и, у сарадњи с јединицама Народноослободилачке војске Југославије, учествовале у ослобођењу Београда и дела Србије. Крајем 1944. године, јединице 3. украјинског фронта, под командом Толбухина, учествовале су у ослобођењу Будимпеште, а почетком 1945. године у заузимању Беча. Дана 8. маја 1945. његове трупе су се сусреле са америчким трупама у Доњој Аустрији.
После завршетка рата, Толбухин је био командант Закавкаског војног округа и члан Врховног совјета Совјетског Савеза. Умро је 17. октобра 1949. године у Москви, а његова урна је сахрањена у Кремљу.

## Почасти и одликовања
Маршал Толбухин је почасни грађанин Софије (од 1946) и Београда (од 1947). Постхумно је 7. маја 1965. године проглашен за Хероја Совјетског Савеза. Одлуком Председништва АВНОЈ-а, 31. маја 1945. године одликован је Орденом народног хероја Југославије.
Добио је и бројна совјетска признања: два пута Орден Лењина, Орден Победе, три Ордена црвене заставе, два пута Орден Суворова 1. реда, Орден Кутузова 1. реда, као и Орден црвене звезде.